# Nicolas Anot
Pour les articles homonymes, voir Anot.
Nicolas Anot est un joueur français de volley-ball né le 18 novembre 1981 à Calais (Pas-de-Calais). Il mesure 1,84 m et joue libero.

## Clubs
| Club                  | De        | À         |
| --------------------- | --------- | --------- |
| Beauvais Olympique UC | 2001-2002 | 2007-2008 |
| Tours Volley-Ball     | 2008-2009 | 2009-2010 |
| Harnes VB             | 2010-2011 | 2013-2014 |

## Palmarès
- Championnat de France (1)
  - Vainqueur : 2010
- Coupe de France (3)
  - Vainqueur : 2008, 2009, 2010